# Пушкинская улица (Петрозаводск)
Пу́шкинская улица (карел. Puškinan uuličču) — улица в историческом центре Петрозаводска, одна из старейших в городе.

## Общие сведения
Улица начинается на пересечении с проспектом Карла Маркса, проходит на северо-запад вдоль набережной Онежского озера до проспекта Ленина. Здания расположены только по южной (нечётной) стороне улицы. Северная сторона улицы примыкает к Парку Победы (бывший Прибрежный парк), расположенному вдоль набережной Онежского озера. Нумерация домов ведётся от проспекта Карла Маркса. Пересекают Пушкинскую улицы Германа Титова (бывшая Малая подгорная) и Свердлова (бывшая Большая подгорная). Протяжённость улицы около 800 метров.
Современный облик улицы сформировался к середине XX века, до 1950-х годов здания располагались с обеих сторон улицы.

## История
С конца XVIII века на улице располагалось здание управления Петрозаводской городской полиции и улица именовалась Полицейская. После перевода управления в другой район города, улица стала именоваться Старо-Полицейской.
В мае 1899 года улица Старо-Полицейская получила название — Пушкинская в честь 100-летия со дня рождения А. С. Пушкина.

Старо-Полицейская улица, въ силу состоявшагося постановленiя городской думы, переименована, въ память столѣтiя со дня рожденiя А. С. Пушкина, — въ «Пушкинскую».
— «Олонецкія губернскія вѣдомости», 1899
В конце XIX века городское Попечительство о народной трезвости открыло на улице народную чайную-читальню, где городской интеллигенцией проводились для жителей города различные общественные мероприятия, чтение художественных произведений и исторических очерков.
На левой (южной) стороне Пушкинской улицы с XVIII века располагалось двухэтажное здание Духовной консистории Олонецкой епархии (в бывшем доме купца Филиппа Бекренёва, построенном по проекту губернского архитектора Фёдора Крамера). После Октябрьской революции 1917 года в этом доме находился Губернский отдел народного образования, а затем Государственная публичная библиотека. Во время Великой Отечественной войны дом был разрушен, а после войны на его месте был построен четырёхэтажный жилой дом.
На правой стороне Пушкинской улицы, на пересечении с Соборной улицей в сентябре 1900 года открылось здание Братского Назарьевского дома Карельского православного братства, названное Назарьевским по имени епископа Олонецкого и Петрозаводского Назария. В здании проводились концерты, народные чтения и лекции, работала воскресная школа и епархиальная библиотека, народная читальня, проводились концерты и лекции. С 1903 года в здании размещалось Олонецкое епархиальное церковное древлехранилище. После 1917 года в здании помещался государственный банк, а в 1931 году в этом здании начал работу созданный Карельский научно-исследовательский институт. Во время Великой Отечественной войны здание было разрушено, в дальнейшем не восстанавливалось.
26 декабря 1906 года, по инициативе городского Попечительства о народной трезвости, на месте бывшего здания Петрозаводской городской полиции был открыт Народный дом с театральным залом на 400 мест, построенный по проекту архитектора Вячеслава Лядинского. В Народном доме открылся первый профессиональный городской театр. Здание сгорело в 1910 году и не восстанавливалось. Напротив, на левой стороне улицы, располагалась частная «Северная скоропечатня» Р. Г. Каца, национализированная после Октябрьской революции 1917 года, а с 14 февраля 1923 года в составе Городской типографии имени Анохина.

### Некоторые утраченные здания
- Здание Духовной консистории
- Братский Назарьевский дом
- Народный Дом

В годы финской оккупации (1941—1944) улица была переименована в улицу Lönnrotinkatu по имени Элиаса Лённрота.
29 декабря 1956 года на улице Пушкинской открылся крупнейший на Северо-Западе СССР Республиканский дом физкультуры Совета союза спортивных обществ и организаций Карельской АССР.
В 1959 году, по проекту петрозаводского архитектора К. Я. Гутина на улице было построено здание Государственной публичной библиотеки Карельской ССР, с 1991 года — Национальная библиотека Республики Карелия. Здание является памятником культуры республиканского значения.
В 1962 году, по проекту петрозаводского архитектора Ф. И. Рехмукова, было построено здание главного корпуса Карельского педагогического института (с 2013 года — Институт педагогики и психологии ПетрГУ).
4 ноября 1966 года в сквере у библиотеки был установлен памятник А. С. Пушкину (скульптор Гавриил Шульц), объект культурного наследия.
В 1967 году построено здание Карельского филиала АН СССР.
Архитектурной достопримечательностью Пушкинской улицы является балюстрада на спуске к Онежскому озеру, расположенная в створе улицы Германа Титова, с которой открывается вид на Петрозаводскую губу Онежского озера.

### Памятные доски
На здании жилого дома (дом № 1) в ноябре 2018 года была установлена памятная доска в честь 300-летия российской полиции (1718—2018). Памятная доска содержит упоминание о том, что в XVIII—XIX веках на данной территории находилось управление Петрозаводской городской полиции.
На здании Национальной библиотеки Республики Карелия (дом № 5) в 2018 году была установлена памятная доска Заслуженному работнику культуры Карельской АССР И. М. Петрову.
На здании Карельского научного центра РАН (дом № 11) установлены памятные доски учёным Э. И. Карху, К. О. Кратцу и В. А. Соколову.
На здании Института педагогики и психологии ПетрГУ (дом № 17) установлена памятная доска профессору А. Н. Бритвихину.

## Фотогалерея
|            |                        |                         |                 |                              |
| Балюстрада | Памятник А. С. Пушкину | Национальная библиотека | Дом Физкультуры | Карельский научный центр РАН |